# Giełwany
Giełwany (lit. Gelvonai) – miasteczko na Litwie, w okręgu wileńskim, w rejonie szyrwinckim, położone ok. 14 km na południowy wschód od Wieprzy, nad brzegiem rzeki Szyrwinta. Siedziba starostwa Giełwany. Znajduje się tu kościół, szkoła i poczta.
Na cześć dziedziców miasteczka, rodziny Żabów, Giełwany nazywane były także Żabowem.

## Zabytki

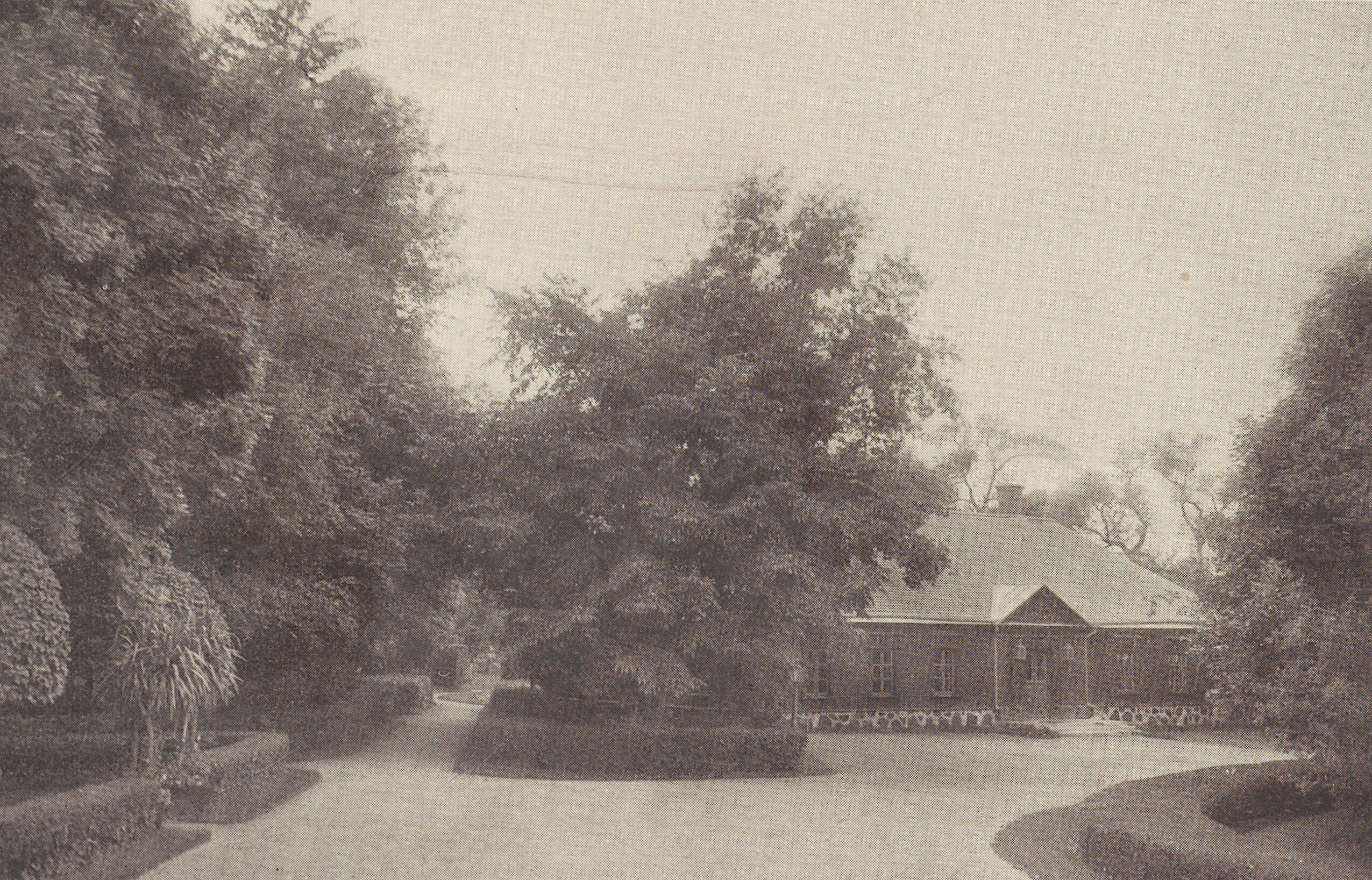
Dwór przed 1911

- istniał tu zamek obronny pamiętający najazdy szwedzkie i tatarskie.
- parterowy pałac klasycystyczny, kryty dachem dwuspadowym, w części centralnej piętrowy, posiadał portyk od frontu z czterema kolumnami podtrzymującymi tympanon[3].